# Reach the Rock
Reach the Rock è un film del 1998 di William Ryan. Il produttore John Hughes ha affidato la regia ad un suo ex assistente (esordiente). La colonna sonora è di John McEntire.

## Trama
Dopo la morte di un amico, il giovane Robin si dedica a vandalismi assortiti: finché una notte finisce in cella, complice lo sceriffo locale, che sembra avere con lui qualche conto in sospeso.